# Riale di Moleno
Il Riale di Moleno è un torrente, affluente di destra del fiume Ticino, che scorre nella Valle di Moleno, nel Canton Ticino.

## Corso
Nasce sotto la "bocchetta di Cazzane", poi poco sotto l'Alpe di Moroscetto perde altitudine con una serie di spettacolari cascate, in questo punto raccoglie le acque che scendono dalla Cima dell'Uomo e da altre sorgenti.

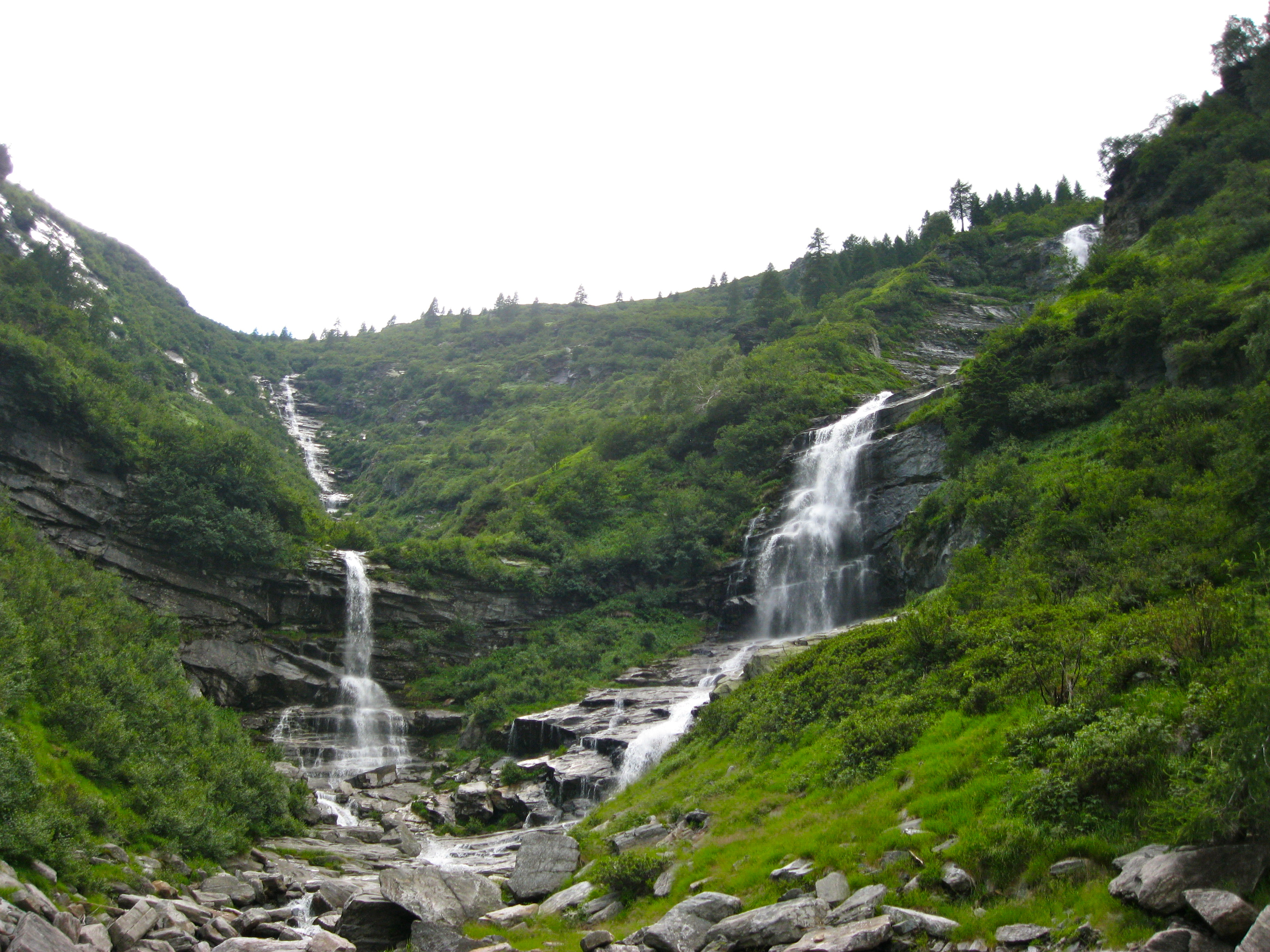
Il torrente sotto l'Alpe Moroscetto scende con alcune spettacolari cascate, il corso principale è quello a destra.

All'Alpe Confiénn, cade con qualche cascata.
Man mano che scende raccoglie altre acque da piccole valli laterali.
All'Alpe di Lai, il torrente procede in maniera abbastanza pianeggiante, fino al Pónn da Rapián (ponte), dove proprio sotto il ponte, scende con una cascata.

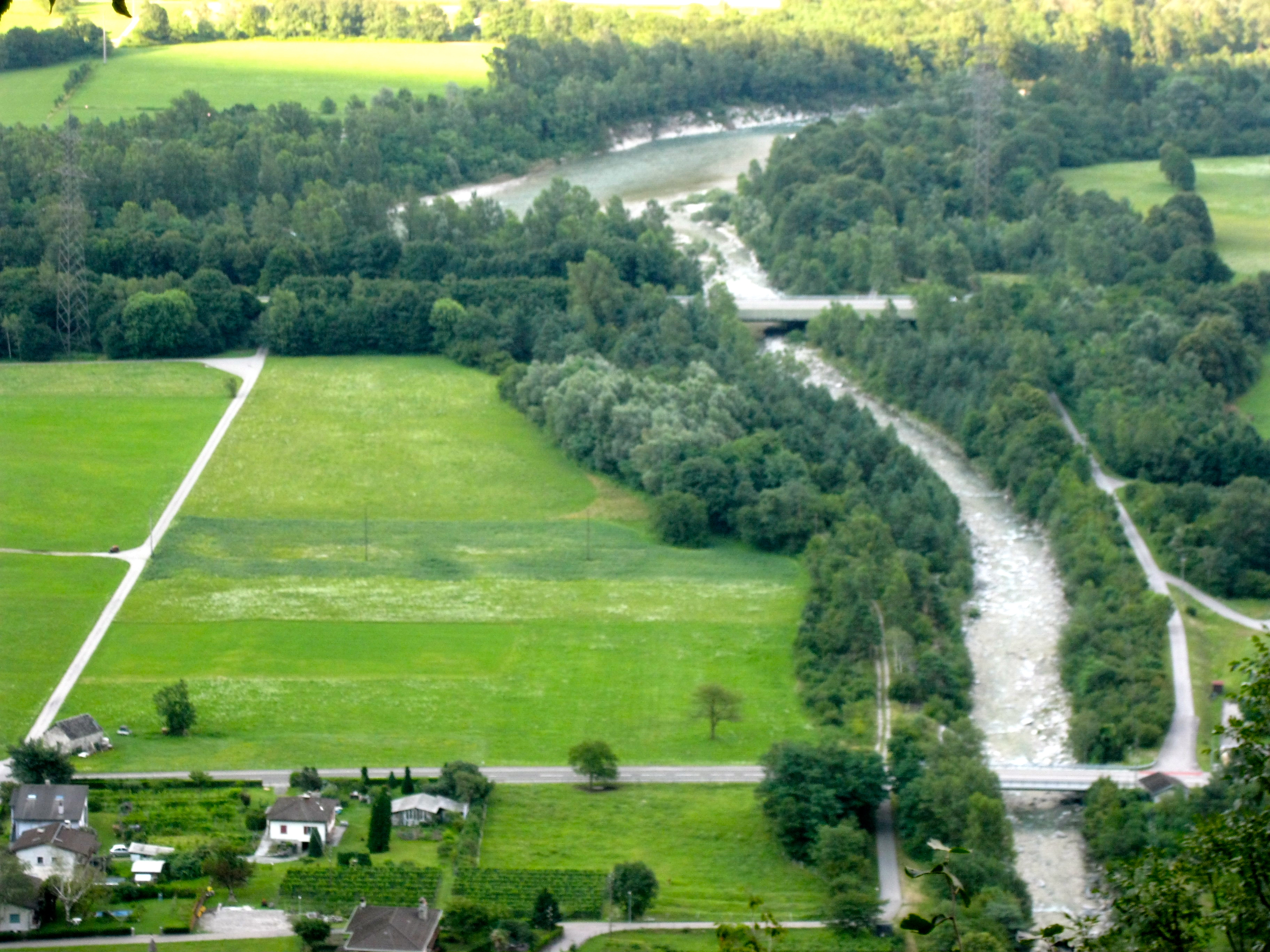
Il torrente scorre verso il fiume Ticino.

A questo punto il torrente perde altitudine e scorre tra ripide rupi.
Uscito dalla valle, il torrente scorre con meno pendenza, supera il Pónn dala Capeléte, il Pónn da Mólon, il ponte della circonvallazione e il ponte dell'autostrada A2 e infine sfocia nel fiume Ticino.
Nell'ultimo tratto, fino a metà del XX secolo, l'acqua del riale veniva sfruttata per fornire energia a una serie di mulini ad acqua.